# Liste des poissons d'eau douce en Égypte
Pour un article plus général, voir Liste des poissons en Égypte.

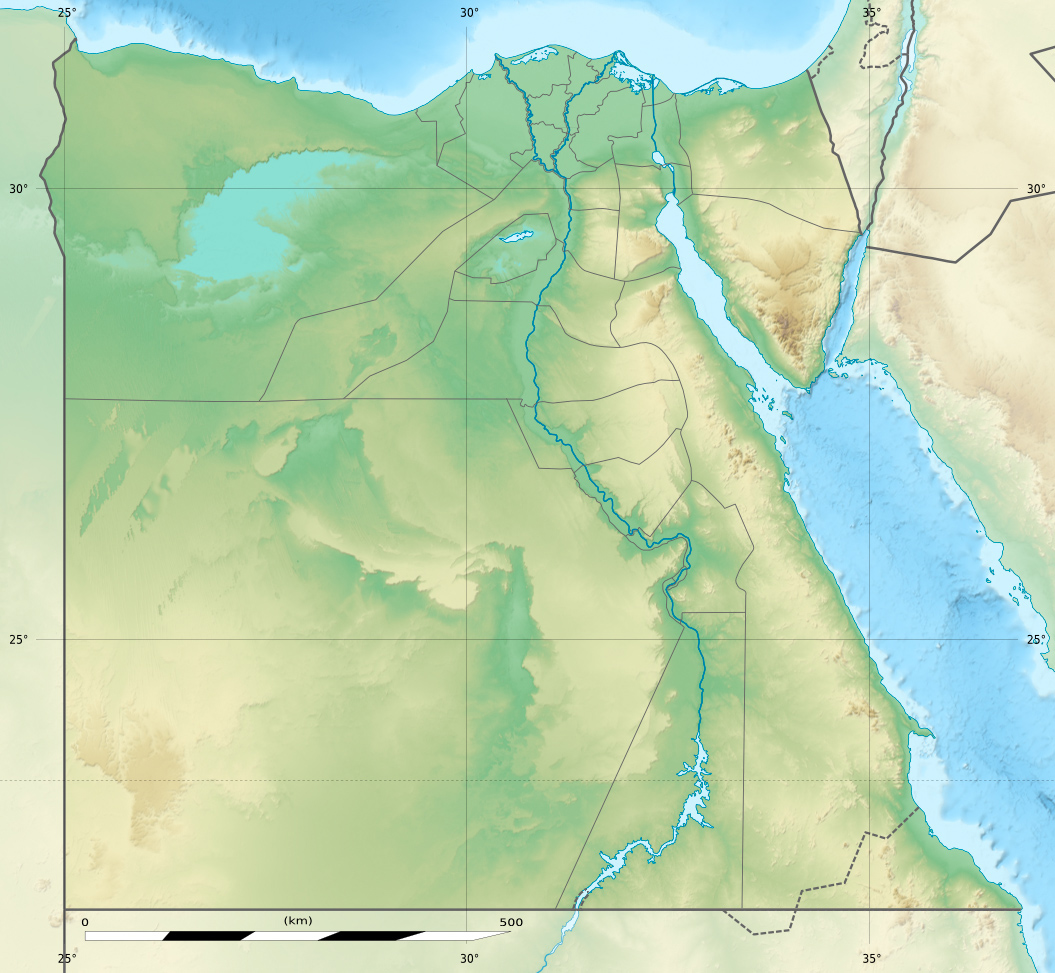
Carte topographique de l'Égypte.

Localisation de l'Égypte en Afrique.

Cette liste commentée recense l'ichtyofaune d'eau douce en Égypte. Elle répertorie les espèces de poissons dulçaquicoles égyptiens actuels et celles qui ont été récemment classifiées comme éteintes (à partir de l'Holocène, depuis donc 11 700 ans av. J.‑C.). Cette liste comporte 120 espèces réparties en 19 ordres et 26 familles, dont deux sont « en danger » et deux autres sont « vulnérables » (selon les critères de la liste rouge de l'UICN au niveau mondial).
Elle contient au moins douze espèces introduites sur ce territoire, qui sont plus ou moins bien acclimatées. Il peut contenir aussi des animaux non reconnus par la liste rouge de l'UICN (dix poissons ici) et ils sont classés en « non évalué » : cela étant dû notamment au manque de données, à des espèces domestiques, disparues ou éteintes avant le XVIe siècle. Il n'existe pas en Égypte d'espèce et de sous-espèce de poisson endémique.

## Statuts de la liste rouge de l'UICN
Les statuts de conservation utilisés par la liste rouge de l'UICN mondiale sont :
| (EX) | Éteint                  | Il n'y a pas le moindre doute sur le fait que le dernier spécimen recensé est mort.                                                                   |
| (EW) | Éteint à l'état sauvage | L'espèce est connue uniquement en captivité ou en tant que population naturalisée bien en dehors de son ancienne aire de répartition.                 |
| (CR) | En danger critique      | L'espèce risque prochainement de s'éteindre à l'état sauvage.                                                                                         |
| (EN) | En danger               | L'espèce fait face à un très gros risque d'extinction à l'état sauvage.                                                                               |
| (VU) | Vulnérable              | L'espèce fait face à un gros risque d'extinction à l'état sauvage.                                                                                    |
| (NT) | Quasi menacé            | L'espèce ne satisfait pas un ou plusieurs des critères prévus qui permettraient de la catégoriser, mais pourrait risquer de s'éteindre dans le futur. |
| (LC) | Préoccupation mineure   | Il n'y a pas de risque identifiable pour l'espèce. |
| (DD) | Données insuffisantes   | Il n'y a pas d'information adéquate qui permettraient de faire une évaluation des risques pour cette espèce.                                          |
| (NE) | Non évalué              | L'espèce n'a pas encore été confrontée aux critères précédents, n'est pas reconnue par l'UICN ou bien s'est éteinte avant le XVIe siècle.             |

## Classe:Actinoptérygiens

### Ordre:Polyptériformes

#### Famille:Polyptéridés
| Nom vulgaire, nom binominal et citation d'auteurs | Nom vulgaire arabe (langue officielle de l'Égypte) | Origine et statut en Égypte | Aire de répartition    | Statut UICN mondial | Image            |
| ------------------------------------------------- | -------------------------------------------------- | --------------------------- | ---------------------- | ------------------- | ---------------- |
| Polyptère bichir Polypterus bichir Lacépède, 1803 | بشير نيلي                                          | Autochtone (Disparu),       | Illustration manquante | (NE)                | Polyptère bichir |

### Ordre:Acipensériformes

#### Famille:Acipenséridés
| Nom vulgaire, nom binominal et citation d'auteurs  | Nom vulgaire arabe (langue officielle de l'Égypte) | Origine et statut en Égypte | Aire de répartition    | Statut UICN mondial | Image              |
| -------------------------------------------------- | -------------------------------------------------- | --------------------------- | ---------------------- | ------------------- | ------------------ |
| Esturgeon européen Acipenser sturio Linnaeus, 1758 | حفش متوسط                                          | Peut-être autochtone,       | Illustration manquante | [ 5 ]               | Esturgeon européen |

### Ordre:Élopiformes

#### Famille:Mégalopidés
| Nom vulgaire, nom binominal et citation d'auteurs             | Nom vulgaire arabe (langue officielle de l'Égypte) | Origine et statut en Égypte | Aire de répartition    | Statut UICN mondial | Image                 |
| ------------------------------------------------------------- | -------------------------------------------------- | --------------------------- | ---------------------- | ------------------- | --------------------- |
| Tarpon indo-pacifique Megalops cyprinoides (Broussonet, 1782) | خنجولة الهادي الهندي                               | Autochtone,                 | Illustration manquante | [ 6 ]               | Tarpon indo-pacifique |

### Ordre:Anguilliformes

#### Famille:Anguillidés
| Nom vulgaire, nom binominal et citation d'auteurs      | Nom vulgaire arabe (langue officielle de l'Égypte) | Origine et statut en Égypte | Aire de répartition                          | Statut UICN mondial | Image               |
| ------------------------------------------------------ | -------------------------------------------------- | --------------------------- | -------------------------------------------- | ------------------- | ------------------- |
| Anguille européenne Anguilla anguilla (Linnaeus, 1758) | أنقليس أوروبي                                      | Autochtone                  | Aire de répartition de l'Anguille européenne | [ 7 ]               | Anguille européenne |

### Ordre:Ostéoglossiformes

#### Famille:Arapaïmidés
| Nom vulgaire, nom binominal et citation d'auteurs | Nom vulgaire arabe (langue officielle de l'Égypte) | Origine et statut en Égypte | Aire de répartition    | Statut UICN mondial | Image               |
| ------------------------------------------------- | -------------------------------------------------- | --------------------------- | ---------------------- | ------------------- | ------------------- |
| Heterotis niloticus (Cuvier, 1829)                | —                                                  | Autochtone (Disparu)        | Illustration manquante | [ 8 ]               | Heterotis niloticus |

#### Famille:Notoptéridés
| Nom vulgaire, nom binominal et citation d'auteurs         | Nom vulgaire arabe (langue officielle de l'Égypte) | Origine et statut en Égypte | Aire de répartition    | Statut UICN mondial | Image                    |
| --------------------------------------------------------- | -------------------------------------------------- | --------------------------- | ---------------------- | ------------------- | ------------------------ |
| Poisson-couteau africain Xenomystus nigri (Günther, 1868) | —                                                  | Peut-être autochtone,       | Illustration manquante | [ 9 ]               | Poisson-couteau africain |

#### Famille:Mormyridés
| Nom vulgaire, nom binominal et citation d'auteurs                  | Nom vulgaire arabe (langue officielle de l'Égypte) | Origine et statut en Égypte | Aire de répartition    | Statut UICN mondial | Image                  |
| ------------------------------------------------------------------ | -------------------------------------------------- | --------------------------- | ---------------------- | ------------------- | ---------------------- |
| Hyperopisus bebe (Lacépède, 1803)                                  | —                                                  | Autochtone (Disparu)        | Illustration manquante | [ 10 ]              | Hyperopisus bebe       |
| Mormyre bané Marcusenius cyprinoides (Linnaeus, 1758)              | —                                                  | Autochtone                  | Illustration manquante | [ 11 ]              | Mormyre bané           |
| Mormyrops anguilloides (Linnaeus, 1758)                            | —                                                  | Autochtone                  | Illustration manquante | [ 12 ]              | Mormyrops anguilloides |
| Mormyrus caschive Linnaeus, 1758                                   | —                                                  | Autochtone                  | Illustration manquante | [ 13 ]              | Mormyrus caschive      |
| Mormyrus hasselquistii Valenciennes in Cuvier & Valenciennes, 1847 | قنومة هاسلكويست                                    | Autochtone (Disparu)        | Illustration manquante | [ 14 ]              | Mormyrus hasselquistii |
| Mormyrus kannume Forsskål, 1775                                    | قنومة خطماء                                        | Autochtone                  | Illustration manquante | [ 15 ]              | Mormyrus kannume       |
| Mormyrus niloticus (Bloch & Schneider, 1801)                       | —                                                  | Autochtone (Disparu)        | Illustration manquante | [ 16 ]              | Mormyrus niloticus     |
| Pollimyrus isidori (Valenciennes in Cuvier & Valenciennes, 1847)   | —                                                  | Autochtone                  | Illustration manquante | (NE)                | Pollimyrus isidori     |
| Petrocephalus bane (Lacépède, 1803)                                | —                                                  | Autochtone                  | Illustration manquante | (NE)                | Petrocephalus bane     |
| Petrocephalus bovei (Valenciennes in Cuvier & Valenciennes, 1847)  | —                                                  | Autochtone (Disparu)        | Illustration manquante | (NE)                | Petrocephalus bovei    |

#### Famille:Gymnarchidés
| Nom vulgaire, nom binominal et citation d'auteurs  | Nom vulgaire arabe (langue officielle de l'Égypte) | Origine et statut en Égypte | Aire de répartition    | Statut UICN mondial | Image            |
| -------------------------------------------------- | -------------------------------------------------- | --------------------------- | ---------------------- | ------------------- | ---------------- |
| Gymnarque du Nil Gymnarchus niloticus Cuvier, 1829 | —                                                  | Autochtone                  | Illustration manquante | [ 19 ]              | Gymnarque du Nil |

### Ordre:Clupéiformes

#### Famille:Clupéidés
| Nom vulgaire, nom binominal et citation d'auteurs | Nom vulgaire arabe (langue officielle de l'Égypte) | Origine et statut en Égypte | Aire de répartition    | Statut UICN mondial | Image        |
| ------------------------------------------------- | -------------------------------------------------- | --------------------------- | ---------------------- | ------------------- | ------------ |
| Alose feinte Alosa fallax (Lacépède, 1803)        | —                                                  | Autochtone (Disparu)        | Illustration manquante | [ 20 ]              | Alose feinte |

### Ordre:Cypriniformes

#### Famille:Cyprinidés
| Nom vulgaire, nom binominal et citation d'auteurs                 | Nom vulgaire arabe (langue officielle de l'Égypte) | Origine et statut en Égypte           | Aire de répartition    | Statut UICN mondial | Image                    |
| ----------------------------------------------------------------- | -------------------------------------------------- | ------------------------------------- | ---------------------- | ------------------- | ------------------------ |
| Enteromius anema (Boulenger, 1903)                                | —                                                  | Autochtone (Disparu)                  | Illustration manquante | [ 21 ]              | Enteromius anema         |
| Enteromius neglectus (Boulenger, 1903)                            | —                                                  | Autochtone (Disparu)                  | Illustration manquante | [ 22 ]              | Enteromius neglectus     |
| Enteromius nigeriensis (Boulenger, 1903)                          | —                                                  | Peut-être autochtone,                 | Illustration manquante | [ 23 ]              | Enteromius nigeriensis   |
| Enteromius perince (Rüppell, 1835)                                | —                                                  | Autochtone                            | Illustration manquante | [ 24 ]              | Enteromius perince       |
| Enteromius stigmatopygus (Boulenger, 1903)                        | —                                                  | Autochtone (Peut-être disparu),       | Illustration manquante | [ 25 ]              | Enteromius stigmatopygus |
| Enteromius yeiensis (Johnsen, 1926)                               | —                                                  | Autochtone (Peut-être disparu)        | Illustration manquante | [ 26 ]              | Illustration manquante   |
| Carpe commune Cyprinus carpio Linnaeus, 1758                      | شبوط شائع                                          | Allochtone (Introduit),               | Illustration manquante | [ 28 ]              | Carpe commune            |
| Labeobarbus bynni (Forsskål, 1775)                                | —                                                  | Autochtone                            | Illustration manquante | [ 29 ]              | Labeobarbus bynni        |
| Chelaethiops bibie (Joannis, 1835)                                | —                                                  | Autochtone                            | Illustration manquante | [ 30 ]              | Chelaethiops bibie       |
| Leptocypris niloticus (Joannis, 1835)                             | —                                                  | Autochtone                            | Illustration manquante | [ 31 ]              | Leptocypris niloticus    |
| Raiamas senegalensis (Steindachner, 1870)                         | —                                                  | Autochtone                            | Illustration manquante | [ 32 ]              | Raiamas senegalensis     |
| Garra dembeensis (Rüppell, 1835)                                  | —                                                  | Autochtone                            | Illustration manquante | [ 33 ]              | Garra dembeensis         |
| Labeo coubie Rüppell, 1832                                        | —                                                  | Autochtone                            | Illustration manquante | [ 34 ]              | Labeo coubie             |
| Labeo forskalii Rüppell, 1835                                     | —                                                  | Peut-être autochtone,                 | Illustration manquante | [ 35 ]              | Labeo forskalii          |
| Labeo horie Heckel, 1847                                          | —                                                  | Autochtone                            | Illustration manquante | (NE)                | Labeo horie              |
| Labeo niloticus (Linnaeus, 1758)                                  | لبيس                                               | Autochtone                            | Illustration manquante | [ 36 ]              | Labeo niloticus          |
| Ningu Labeo victorianus Boulenger, 1901                           | —                                                  | Peut-être autochtone,                 | Illustration manquante | [ 37 ]              | Ningu                    |
| Amour blanc Ctenopharyngodon idella (Valenciennes, 1844)          | مبروك الحشائش                                      | Allochtone (Introduit),               | Illustration manquante | (NE)                | Amour blanc              |
| Carpe noire Mylopharyngodon piceus (Richardson, 1846)             | —                                                  | Allochtone (Peut-être non acclimaté), | Illustration manquante | [ 40 ]              | Carpe noire              |
| Carpe argentée Hypophthalmichthys molitrix (Valenciennes, 1844)   | مبروكة الزبدية                                     | Allochtone (Peut-être non acclimaté), | Illustration manquante | [ 41 ]              | Carpe argentée           |
| Carpe à grosse tête Hypophthalmichthys nobilis (Richardson, 1845) | مبروك كبير الرأس                                   | Allochtone (Peut-être non acclimaté)  | Illustration manquante | [ 43 ]              | Carpe à grosse tête      |

### Ordre:Characiformes

#### Famille:Citharinidés
| Nom vulgaire, nom binominal et citation d'auteurs  | Nom vulgaire arabe (langue officielle de l'Égypte) | Origine et statut en Égypte | Aire de répartition    | Statut UICN mondial | Image               |
| -------------------------------------------------- | -------------------------------------------------- | --------------------------- | ---------------------- | ------------------- | ------------------- |
| Citharinus citharus (Geoffroy Saint-Hilaire, 1809) | —                                                  | Autochtone                  | Illustration manquante | (NE)                | Citharinus citharus |
| Citharinus latus Müller & Troschel, 1844           | قمر عريض                                           | Autochtone                  | Illustration manquante | [ 44 ]              | Citharinus latus    |

#### Famille:Distichodontidés
| Nom vulgaire, nom binominal et citation d'auteurs | Nom vulgaire arabe (langue officielle de l'Égypte) | Origine et statut en Égypte | Aire de répartition    | Statut UICN mondial | Image                    |
| ------------------------------------------------- | -------------------------------------------------- | --------------------------- | ---------------------- | ------------------- | ------------------------ |
| Distichodus engycephalus Günther, 1864            | —                                                  | Autochtone (Disparu)        | Illustration manquante | [ 32 ]              | Distichodus engycephalus |
| Distichodus nefasch (Bonnaterre, 1788)            | —                                                  | Autochtone                  | Illustration manquante | (LC)                | Distichodus nefasch      |
| Distichodus rostratus Günther, 1864               | —                                                  | Autochtone (Disparu)        | Illustration manquante | (LC)                | Distichodus rostratus    |
| Ichthyborus besse (Joannis, 1835)                 | —                                                  | Autochtone (Disparu)        | Illustration manquante | (NE)                | Ichthyborus besse        |
| Nannocharax niloticus (Joannis, 1835)             | —                                                  | Autochtone (Disparu)        | Illustration manquante | (LC)                | Nannocharax niloticus    |

#### Famille:Alestidés
| Nom vulgaire, nom binominal et citation d'auteurs                   | Nom vulgaire arabe (langue officielle de l'Égypte) | Origine et statut en Égypte | Aire de répartition    | Statut UICN mondial | Image                   |
| ------------------------------------------------------------------- | -------------------------------------------------- | --------------------------- | ---------------------- | ------------------- | ----------------------- |
| Alestes baremoze (Joannis, 1835)                                    | —                                                  | Autochtone (Disparu)        | Illustration manquante | [ 33 ]              | Alestes baremoze        |
| Alestes dentex (Linnaeus, 1758)                                     | —                                                  | Autochtone                  | Illustration manquante | [ 34 ]              | Alestes dentex          |
| Brycinus macrolepidotus Valenciennes in Cuvier & Valenciennes, 1850 | —                                                  | Autochtone (Disparu)        | Illustration manquante | [ 35 ]              | Brycinus macrolepidotus |
| Brycinus nurse (Rüppell, 1832)                                      | —                                                  | Autochtone                  | Illustration manquante | [ 36 ]              | Brycinus nurse          |
| Hydrocynus brevis (Günther, 1864)                                   | رشال قصير                                          | Autochtone (Disparu)        | Illustration manquante | [ 37 ]              | Hydrocynus brevis       |
| Hydrocynus forskahlii (Cuvier, 1819)                                | —                                                  | Autochtone                  | Illustration manquante | [ 40 ]              | Hydrocynus forskahlii   |
| Hydrocynus vittatus Castelnau, 1861                                 | كلب النيل                                          | Autochtone                  | Illustration manquante | [ 41 ]              | Hydrocynus vittatus     |
| Micralestes acutidens (Peters, 1852)                                | —                                                  | Autochtone (Disparu)        | Illustration manquante | (LC)                | Micralestes acutidens   |

### Ordre:Siluriformes

#### Famille:Bagridés
| Nom vulgaire, nom binominal et citation d'auteurs | Nom vulgaire arabe (langue officielle de l'Égypte) | Origine et statut en Égypte | Aire de répartition    | Statut UICN mondial | Image         |
| ------------------------------------------------- | -------------------------------------------------- | --------------------------- | ---------------------- | ------------------- | ------------- |
| Bagrus bajad (Forsskål, 1775)                     | بياض أفريقي                                        | Autochtone                  | Illustration manquante | [ 43 ]              | Bagrus bajad  |
| Bagrus docmak (Forsskål, 1775)                    | —                                                  | Autochtone                  | Illustration manquante | [ 44 ]              | Bagrus docmak |

#### Famille:Clariidés
| Nom vulgaire, nom binominal et citation d'auteurs                           | Nom vulgaire arabe (langue officielle de l'Égypte) | Origine et statut en Égypte | Aire de répartition                          | Statut UICN mondial | Image                     |
| --------------------------------------------------------------------------- | -------------------------------------------------- | --------------------------- | -------------------------------------------- | ------------------- | ------------------------- |
| Clarias anguillaris (Linnaeus, 1758)                                        | قرموط النيل                                        | Autochtone                  | Illustration manquante                       | (LC)                | Clarias anguillaris       |
| Poisson-chat africain Clarias gariepinus (Burchell, 1822)                   | قرموط أفريقي                                       | Autochtone                  | Aire de répartition du Poisson-chat africain | (LC)                | Poisson-chat africain     |
| Heterobranchus bidorsalis Geoffroy Saint-Hilaire, 1809                      | —                                                  | Autochtone                  | Illustration manquante                       | (LC)                | Heterobranchus bidorsalis |
| Vundu Heterobranchus longifilis Valenciennes in Cuvier & Valenciennes, 1840 | —                                                  | Autochtone                  | Illustration manquante                       | (LC)                | Vundu                     |

#### Famille:Malaptéruridés
| Nom vulgaire, nom binominal et citation d'auteurs                     | Nom vulgaire arabe (langue officielle de l'Égypte) | Origine et statut en Égypte | Aire de répartition    | Statut UICN mondial | Image                          |
| --------------------------------------------------------------------- | -------------------------------------------------- | --------------------------- | ---------------------- | ------------------- | ------------------------------ |
| Poisson-chat électrique du Nil Malapterurus electricus (Gmelin, 1789) | رعاد                                               | Autochtone                  | Illustration manquante | (LC)                | Poisson-chat électrique du Nil |

#### Famille:Mochokidés
| Nom vulgaire, nom binominal et citation d'auteurs              | Nom vulgaire arabe (langue officielle de l'Égypte) | Origine et statut en Égypte | Aire de répartition    | Statut UICN mondial | Image                   |
| -------------------------------------------------------------- | -------------------------------------------------- | --------------------------- | ---------------------- | ------------------- | ----------------------- |
| Chiloglanis niloticus Boulenger, 1900                          | مشفهة نيلية                                        | Autochtone                  | Illustration manquante | (DD)                | Chiloglanis niloticus   |
| Mochokus brevis Boulenger, 1906                                | —                                                  | Autochtone                  | Illustration manquante | (LC)                | Mochokus brevis         |
| Mochokus niloticus Joannis, 1835                               | —                                                  | Autochtone                  | Illustration manquante | (LC)                | Mochokus niloticus      |
| Synodontis batensoda Rüppell, 1832                             | —                                                  | Autochtone (Disparu)        | Illustration manquante | (LC)                | Synodontis batensoda    |
| Synodontis clarias (Linnaeus, 1758)                            | —                                                  | Autochtone                  | Illustration manquante | (LC)                | Synodontis clarias      |
| Synodontis frontosus Vaillant, 1895                            | —                                                  | Autochtone                  | Illustration manquante | (LC)                | Synodontis frontosus    |
| Synodontis khartoumensis Gideiri, 1967                         | —                                                  | Autochtone (Disparu)        | Illustration manquante | (DD)                | Illustration manquante  |
| Synodontis membranaceus (Geoffroy Saint-Hilaire, 1809)         | —                                                  | Autochtone (Disparu)        | Illustration manquante | (LC)                | Synodontis membranaceus |
| Synodontis nigrita Valenciennes in Cuvier & Valenciennes, 1840 | —                                                  | Peut-être autochtone        | Illustration manquante | (LC)                | Synodontis nigrita      |
| Synodontis ocellifer Boulenger, 1900                           | —                                                  | Peut-être autochtone        | Illustration manquante | (LC)                | Synodontis ocellifer    |
| Synodontis schall (Bloch & Schneider, 1801)                    | شيلان                                              | Autochtone                  | Illustration manquante | (LC)                | Synodontis schall       |
| Synodontis serratus Rüppell, 1829                              | —                                                  | Autochtone                  | Illustration manquante | (LC)                | Synodontis serratus     |
| Synodontis sorex Günther, 1864                                 | —                                                  | Autochtone                  | Illustration manquante | (LC)                | Synodontis sorex        |

#### Famille:Clarotéidés
| Nom vulgaire, nom binominal et citation d'auteurs                                     | Nom vulgaire arabe (langue officielle de l'Égypte) | Origine et statut en Égypte | Aire de répartition    | Statut UICN mondial | Image                    |
| ------------------------------------------------------------------------------------- | -------------------------------------------------- | --------------------------- | ---------------------- | ------------------- | ------------------------ |
| Auchenoglanis biscutatus (Geoffroy Saint-Hilaire, 1809)                               | —                                                  | Autochtone                  | Illustration manquante | (LC)                | Auchenoglanis biscutatus |
| Bagre ocellé Auchenoglanis occidentalis (Valenciennes in Cuvier & Valenciennes, 1840) | —                                                  | Autochtone                  | Illustration manquante | (LC)                | Bagre ocellé             |
| Chrysichthys auratus (Geoffroy Saint-Hilaire, 1809)                                   | —                                                  | Autochtone                  | Illustration manquante | (LC)                | Chrysichthys auratus     |
| Chrysichthys rueppelli Boulenger, 1907                                                | —                                                  | Autochtone                  | Illustration manquante | (NE)                | Chrysichthys rueppelli   |
| Clarotes laticeps (Rüppell, 1829)                                                     | —                                                  | Autochtone (Disparu)        | Illustration manquante | (LC)                | Clarotes laticeps        |

#### Famille:Schilbéidés
| Nom vulgaire, nom binominal et citation d'auteurs  | Nom vulgaire arabe (langue officielle de l'Égypte) | Origine et statut en Égypte | Aire de répartition    | Statut UICN mondial | Image                  |
| -------------------------------------------------- | -------------------------------------------------- | --------------------------- | ---------------------- | ------------------- | ---------------------- |
| Schilbe intermedius Rüppell, 1832                  | شيلب متوسط                                         | Autochtone                  | Illustration manquante | (LC)                | Illustration manquante |
| Schilbe mystus (Linnaeus, 1758)                    | أم دنقيس                                           | Autochtone                  | Illustration manquante | (LC)                | Schilbe mystus         |
| Schilbe uranoscopus Rüppell, 1832                  | —                                                  | Autochtone                  | Illustration manquante | (LC)                | Schilbe uranoscopus    |
| Siluranodon auritus (Geoffroy Saint-Hilaire, 1809) | —                                                  | Autochtone (Disparu)        | Illustration manquante | (LC)                | Siluranodon auritus    |

### Ordre:Athériniformes

#### Famille:Athérinidés
| Nom vulgaire, nom binominal et citation d'auteurs | Nom vulgaire arabe (langue officielle de l'Égypte) | Origine et statut en Égypte | Aire de répartition    | Statut UICN mondial | Image    |
| ------------------------------------------------- | -------------------------------------------------- | --------------------------- | ---------------------- | ------------------- | -------- |
| Athérine Atherina boyeri Risso, 1810              | —                                                  | Autochtone                  | Illustration manquante | (LC)                | Athérine |

### Ordre:Cyprinodontiformes

#### Famille:Cyprinodontidés
| Nom vulgaire, nom binominal et citation d'auteurs         | Nom vulgaire arabe (langue officielle de l'Égypte) | Origine et statut en Égypte | Aire de répartition    | Statut UICN mondial | Image             |
| --------------------------------------------------------- | -------------------------------------------------- | --------------------------- | ---------------------- | ------------------- | ----------------- |
| Aphanius dispar (Rüppell, 1829)                           | سمكة الجرو العربية                                 | Autochtone                  | Illustration manquante | (LC)                | Aphanius dispar   |
| Aphanius de Corse Aphanius fasciatus (Valenciennes, 1821) | —                                                  | Autochtone                  | Illustration manquante | (LC)                | Aphanius de Corse |

#### Famille:Pœciliidés
| Nom vulgaire, nom binominal et citation d'auteurs | Nom vulgaire arabe (langue officielle de l'Égypte) | Origine et statut en Égypte | Aire de répartition    | Statut UICN mondial | Image                  |
| ------------------------------------------------- | -------------------------------------------------- | --------------------------- | ---------------------- | ------------------- | ---------------------- |
| Gambusie Gambusia affinis (Baird & Girard, 1853)  | سمكة البعوض                                        | Allochtone (Introduit)      | Illustration manquante | (LC)                | Gambusie               |
| Micropanchax loati (Boulenger, 1901)              | —                                                  | Autochtone (Disparu)        | Illustration manquante | (LC)                | Micropanchax loati     |
| Micropanchax pfaffi (Daget, 1954)                 | —                                                  | Autochtone                  | Illustration manquante | (NE)                | Illustration manquante |

### Ordre:Syngnathiformes

#### Famille:Syngnathidés
| Nom vulgaire, nom binominal et citation d'auteurs   | Nom vulgaire arabe (langue officielle de l'Égypte) | Origine et statut en Égypte | Aire de répartition    | Statut UICN mondial | Image                |
| --------------------------------------------------- | -------------------------------------------------- | --------------------------- | ---------------------- | ------------------- | -------------------- |
| Syngnathe de rivière Syngnathus abaster Risso, 1827 | —                                                  | Autochtone                  | Illustration manquante | (LC)                | Syngnathe de rivière |

### Ordre:Mugiliformes

#### Famille:Mugilidés
| Nom vulgaire, nom binominal et citation d'auteurs | Nom vulgaire arabe (langue officielle de l'Égypte) | Origine et statut en Égypte | Aire de répartition                | Statut UICN mondial | Image               |
| ------------------------------------------------- | -------------------------------------------------- | --------------------------- | ---------------------------------- | ------------------- | ------------------- |
| Mulet doré Chelon auratus (Risso, 1810)           | —                                                  | Autochtone                  | Illustration manquante             | (LC)                | Mulet doré          |
| Mulet lippu Chelon labrosus (Risso, 1827)         | —                                                  | Autochtone                  | Aire de répartition du Mulet lippu | (LC)                | Mulet lippu         |
| Mulet porc Chelon ramada (Risso, 1827)            | —                                                  | Autochtone                  | Illustration manquante             | (LC)                | Mulet porc          |
| Mulet sauteur Chelon saliens (Risso, 1810)        | —                                                  | Autochtone                  | Illustration manquante             | (LC)                | Mulet sauteur       |
| Crenimugil seheli (Forsskål, 1775)                | —                                                  | Autochtone                  | Illustration manquante             | (NE)                | Crenimugil seheli   |
| Mulet à grosse tête Mugil cephalus Linnaeus, 1758 | بوري الرأس المفلطح                                 | Autochtone                  | Illustration manquante             | (LC)                | Mulet à grosse tête |

### Ordre:Perciformes

#### Famille:Latidés
| Nom vulgaire, nom binominal et citation d'auteurs | Nom vulgaire arabe (langue officielle de l'Égypte) | Origine et statut en Égypte | Aire de répartition    | Statut UICN mondial | Image         |
| ------------------------------------------------- | -------------------------------------------------- | --------------------------- | ---------------------- | ------------------- | ------------- |
| Perche du Nil Lates niloticus (Linnaeus, 1758)    | بياض نيلي                                          | Autochtone                  | Illustration manquante | (LC)                | Perche du Nil |

#### Famille:Moronidés
| Nom vulgaire, nom binominal et citation d'auteurs | Nom vulgaire arabe (langue officielle de l'Égypte) | Origine et statut en Égypte | Aire de répartition               | Statut UICN mondial | Image      |
| ------------------------------------------------- | -------------------------------------------------- | --------------------------- | --------------------------------- | ------------------- | ---------- |
| Bar commun Dicentrarchus labrax (Linnaeus, 1758)  | شبص أوروبي                                         | Autochtone                  | Aire de répartition du Bar commun | (LC)                | Bar commun |

#### Famille:Sparidés
| Nom vulgaire, nom binominal et citation d'auteurs | Nom vulgaire arabe (langue officielle de l'Égypte) | Origine et statut en Égypte | Aire de répartition    | Statut UICN mondial | Image        |
| ------------------------------------------------- | -------------------------------------------------- | --------------------------- | ---------------------- | ------------------- | ------------ |
| Pagre picnic Acanthopagrus berda (Forsskål, 1775) | —                                                  | Autochtone                  | Illustration manquante | (LC)                | Pagre picnic |

#### Famille:Monodactylidés
| Nom vulgaire, nom binominal et citation d'auteurs            | Nom vulgaire arabe (langue officielle de l'Égypte) | Origine et statut en Égypte | Aire de répartition    | Statut UICN mondial | Image                |
| ------------------------------------------------------------ | -------------------------------------------------- | --------------------------- | ---------------------- | ------------------- | -------------------- |
| Poisson-lune argenté Monodactylus argenteus (Linnaeus, 1758) | سمكة الأصبع                                        | Autochtone                  | Illustration manquante | (LC)                | Poisson-lune argenté |

#### Famille:Cichlidés
| Nom vulgaire, nom binominal et citation d'auteurs            | Nom vulgaire arabe (langue officielle de l'Égypte) | Origine et statut en Égypte          | Aire de répartition    | Statut UICN mondial | Image                        |
| ------------------------------------------------------------ | -------------------------------------------------- | ------------------------------------ | ---------------------- | ------------------- | ---------------------------- |
| Coptodon zillii (Gervais, 1848)                              | البلطى النيلى داكن اللون                           | Autochtone                           | Illustration manquante | (NE)                | Coptodon zillii              |
| Hemichromis bimaculatus Gill, 1862                           | —                                                  | Peut-être autochtone                 | Illustration manquante | (LC)                | Hemichromis bimaculatus      |
| Hemichromis letourneuxi Sauvage, 1880                        | —                                                  | Autochtone                           | Illustration manquante | (LC)                | Hemichromis letourneuxi      |
| Oreochromis aureus (Steindachner, 1864)                      | البلطى النيلى الأزرق                               | Autochtone                           | Illustration manquante | (NE)                | Oreochromis aureus           |
| Oreochromis ismailiaensis Mekkawy, 1995                      | —                                                  | Autochtone (Endémique),              | Illustration manquante | (DD)                | Illustration manquante       |
| Oreochromis macrochir (Boulenger, 1912)                      | البلطي طويل الزعنفة                                | Allochtone (Introduit)               | Illustration manquante | (VU)                | Oreochromis macrochir        |
| Tilapia du Mozambique Oreochromis mossambicus (Peters, 1852) | بلطي نيلي موزمبيقي                                 | Allochtone (Peut-être non acclimaté) | Illustration manquante | (NT)                | Tilapia du Mozambique        |
| Tilapia du Nil Oreochromis niloticus (Linnaeus, 1758)        | بلطي نيلي                                          | Autochtone                           | Illustration manquante | (LC)                | Tilapia du Nil               |
| Pseudocrenilabrus multicolor (Schoeller, 1903)               | —                                                  | Autochtone                           | Illustration manquante | (LC)                | Pseudocrenilabrus multicolor |
| Sarotherodon galilaeus (Linnaeus, 1758)                      | —                                                  | Autochtone                           | Illustration manquante | (NE)                | Sarotherodon galilaeus       |
| Thoracochromis wingatii (Boulenger, 1902)                    | —                                                  | Autochtone                           | Illustration manquante | (DD)                | Thoracochromis wingatii      |

#### Famille:Gobiidés
| Nom vulgaire, nom binominal et citation d'auteurs | Nom vulgaire arabe (langue officielle de l'Égypte) | Origine et statut en Égypte | Aire de répartition    | Statut UICN mondial | Image         |
| ------------------------------------------------- | -------------------------------------------------- | --------------------------- | ---------------------- | ------------------- | ------------- |
| Gobie paganel Gobius paganellus Linnaeus, 1758    | —                                                  | Autochtone                  | Illustration manquante | (LC)                | Gobie paganel |

#### Famille:Anabantidés
| Nom vulgaire, nom binominal et citation d'auteurs | Nom vulgaire arabe (langue officielle de l'Égypte) | Origine et statut en Égypte | Aire de répartition    | Statut UICN mondial | Image               |
| ------------------------------------------------- | -------------------------------------------------- | --------------------------- | ---------------------- | ------------------- | ------------------- |
| Ctenopoma muriei (Boulenger, 1906)                | ستنوبوما مورية                                     | Autochtone                  | Illustration manquante | (LC)                | Ctenopoma muriei    |
| Ctenopoma petherici Günther, 1864                 | ستنوبوما بثريسية                                   | Autochtone                  | Illustration manquante | (LC)                | Ctenopoma petherici |

### Ordre:Pleuronectiformes

#### Famille:Pleuronectidés
| Nom vulgaire, nom binominal et citation d'auteurs | Nom vulgaire arabe (langue officielle de l'Égypte) | Origine et statut en Égypte | Aire de répartition    | Statut UICN mondial | Image |
| ------------------------------------------------- | -------------------------------------------------- | --------------------------- | ---------------------- | ------------------- | ----- |
| Flet Platichthys flesus (Linnaeus, 1758)          | دملوكة المتوسط                                     | Autochtone                  | Illustration manquante | (LC)                | Flet  |

### Ordre:Tétraodontiformes

#### Famille:Tétraodontidés
| Nom vulgaire, nom binominal et citation d'auteurs | Nom vulgaire arabe (langue officielle de l'Égypte) | Origine et statut en Égypte | Aire de répartition    | Statut UICN mondial | Image              |
| ------------------------------------------------- | -------------------------------------------------- | --------------------------- | ---------------------- | ------------------- | ------------------ |
| Tetraodon lineatus Linnaeus, 1758                 | ينفوخ نيلي                                         | Autochtone                  | Illustration manquante | (LC)                | Tetraodon lineatus |

## Classe:Sarcoptérygiens

### Ordre:Lépidosiréniformes

#### Famille:Protoptéridés
| Nom vulgaire, nom binominal et citation d'auteurs         | Nom vulgaire arabe (langue officielle de l'Égypte) | Origine et statut en Égypte | Aire de répartition    | Statut UICN mondial | Image                |
| --------------------------------------------------------- | -------------------------------------------------- | --------------------------- | ---------------------- | ------------------- | -------------------- |
| Protoptère éthiopien Protopterus aethiopicus Heckel, 1851 | سمكة رئوية أفريقية                                 | Autochtone                  | Illustration manquante | (LC)                | Protoptère éthiopien |